# Łachy Włościańskie
Łachy Włościańskie (prononciation : [ˈwaxɨ vwɔɕˈt͡ɕaɲskʲɛ]) est un village polonais de la gmina de Rzewnie dans le powiat de Maków de la voïvodie de Mazovie dans le centre-est de la Pologne.
Il se situe à environ 5 kilomètres au sud-est de Rzewnie (siège de la gmina), 22 kilomètres à l'est de Maków Mazowiecki (siège du powiat) et à 71 kilomètres au nord-est de Varsovie (capitale de la Pologne).

## Histoire
De 1975 à 1998, le village appartenait administrativement à la voïvodie d'Ostrołęka.